# Boarmia marcentaria
Boarmia marcentaria är en fjärilsart som beskrevs av Rudolf Püngeler 1902. Boarmia marcentaria ingår i släktet Boarmia och familjen mätare. Inga underarter finns listade i Catalogue of Life.